# Распад США
Распад США — политологическая теория о возможном распаде США.
Идея распада впервые появилась у антифедералистов при создании США, выразилась впоследствии в создании конфедерации, но со становлением индустриальной экономики потеряла популярность. Однако в условиях деиндустриализации и бюрократизации управления идеи распада снова обрели популярность у современных сепаратистов США.
Об опасности возможного распада США писали ряд известных западных политологов и ученых, таких как Стивен Коэн и Джордж Кеннан. В России об опасности возможного распада США писал Игорь Панарин.
Однако существует ряд критических мнений о невозможности распада США из-за маргинализма сепаратистов и внутренней прочности страны.

## Мнения

Территории, на которые претендует ряд сепаратистских движений в Северной Америке

Известный американский экономист и политолог профессор Стивен Коэн высказал мнение, что предпосылки распада США накапливались десятилетиями. В феврале 2008 года он заявил: «Я даю Америке пять лет, после чего, я уверен, её ждёт распад. Индейцы, пожелавшие отделиться от США, — лишь первый виток сепаратизма, но далеко не последний».
В 2009 году российский политолог Игорь Панарин выдвинул теорию о возможном распаде США на шесть частей в июле-июне 2010 года. Его теория вызвала резкую критику со стороны американских экспертов. По мнению Панарина, в случае распада США начнутся внутренние междоусобицы, и страна потеряет территории в пользу Канады, Мексики и в случае с Аляской — России.
По мнению автора книги «После Америки: рассказы о грядущем глобальном веке» Пола Старобина, в условиях усиления центральной власти дефедерализация США может оказаться выгодным решением. Он предлагает рассмотреть вариант реформирования США от «высокопоставленного самодержавия из Вашингтона» в собрание автономных региональных республик, которые отражают экономические и культурные различия регионов. По его мнению, это будет означать «деволюцию» — возвращение США к её творческим истокам, что окажется благоприятным для всего народа.
Усиление федеральной власти вызвало появление ново-сепаратистских тенденций например в Техасе, Вермонте и на Аляске. Современные сепаратисты США ведут свою родословную от антифедералистов XVIII века, которые выступали против объединения изначально независимых штатов в единое государство. В середине XIX века движение антифедералистов выразилось в отделении южных штатов, которые вернулись в состав США только в результате войны. Впоследствии модель крупной индустриальной экономики ослабила притягательность идей антифедералистов.
Дипломат и историк Джордж Кеннан прогнозировал распад США вслед за распадом СССР. В книге 1993 года «Вокруг скалистого холма: личная и политическая философия» он писал, что США превратилось в «страну-чудовище», которое страдает от набухшей бюрократии и «непомерной гордыни». По его мнению, жизнь была бы устроена намного лучше, если бы США в результате децентрализации превратились «в нечто вроде дюжины составляющих республик». Кеннан избавил идею антифедерализма от обвинений в антимодернизме и ретроградстве и смог построить динамическую и передовую модель децентрализованной Америки. В частности, он предложил объединить округ Сан-Диего с соседним Имперским округом и северной Бахой в Мексике. По его мнению, соединение научного потенциала Сан-Диего, дешёвых земель и доступных водных ресурсов в Имперском округе, производственной базы и дешёвой рабочей силы Северной Бахи позволит создать экономически самостоятельный «макрорегион». Недавно его идея была возрождена в виде проекта «Кали Баха, двухнациональный макрорегион». Его директор Кристина Лун считает, что большие государства и даже такие обширные штаты как Калифорния — неустойчивые из-за сложностей управления образования, поэтому экономическое и политическое будущее за макрорегионами. Лун черпала вдохновение не только у Кеннана, но и у научного писателя и физика, автора книги «Сложность: возникающая наука на грани порядка и хаоса» М. Митчелла Уолдропа. Источниками вдохновения для современных сепаратистов являются не только футурологические тексты о будущем, но и «пожелтевшие свитки» антифедералистов.
Дэниэл Миллер из Техасского националистического движения основой своего мировоззрения считает книгу Джона Найсбитта «Глобальный парадокс» 1995 года, в которой написано про предпринимательский дух: «чем больше мировая экономика, тем мощнее её самые маленькие игроки». В качестве аргумента в пользу децентрализации используется обзор глобального лидерства в области инноваций Boston Consulting Group, в которой лидерами оказались небольшие государства во главе с городом-государством Сингапур. Школа глобального управления Thunderbird назвала Сингапур «самой ориентированной на будущее страной в мире». Старобин в защиту своей идеи приводит исторический пример городов-государств Италии, которые стали генераторами эпохи Возрождения. И хотя сецессионисты, как техасский Миллер, обещают мирный путь распада США, по мнению Старобина, история показывает, что такие кардинальные перемены не обходятся без революций. Впрочем, по мнению Старобина, возможный распад США не будет напоминать уход британских властей из Северной Америки или распад Советского Союза в силу того, что каждая империя эволюционирует в соответствии со своими внутренними уникальными свойствами.
Впрочем, идея децентрализации не является уникальным явлением США, а присутствует во многих странах мира: в Индии с 1,2 миллиарда человек обсуждается вопрос о возможности разделения на 10 и более частей с большой степенью автономии, Каталония и Шотландия имеют популярные движения за независимость, даже Китай с авторитарным стилем управления имеет движение за создание более мелких образований.

## Критика
Теория Игоря Панарина о возможном распаде США активно обсуждалась не только в российских, но и в американских СМИ. Впервые об этой теории написал The Wall Street Journal, после чего в американских СМИ развернулась волна критики.
Этот человек ничего не знает об американских региональных различиях. Южная Каролина похожа на Массачусетс? Теннесси присоединится к Франции? Айдахо найдет причину полюбить Калифорнию? Вайоминг прижмётся к Оттаве? Алабама с радостью придёт к Мехико? Точно! Этот человек когда-нибудь был в Соединённых Штатах? Неужели он никогда не слышал о «девяти странах Северной Америки»? Игорь, делай уроки!Обозреватель журнала Time по бизнесу и экономике Джастин Фокс
Теория Панарина встретила одобрение среди сторонников существования на континенте девяти отдельных экономик или даже девяти отдельных культур, которые имеют слабую связь с государственными или национальными границами. Ещё в 1981 году вышла книга «Девять наций».
И хотя в США популярны и широко освещаются в СМИ сепаратистские проекты, по мнению The Washington Post, эти движения не имеют серьёзных перспектив на успех и благополучно игнорируются. Связано это с тем, что сепаратистские тенденции поддерживают в основном маргинализированные, бедные, малонаселённые, обманутые и слабые районы, в то время как крупные городские центры являются сторонниками единого государства. По мнению The Washington Post, главной проблемой регионалистов в целом и Панарина в частности является непонимание того, где на самом деле проходят линии разлома культур и ценностей.
По мнению авторов The Washington Post, причиной появления теории Панарина является автоматическое перенесение свойств бывшего СССР на США, а также подсознательное желание увидеть распад США как моральное утешение от распада СССР. При этом проводятся аналоги с проектом «за пределами границ», где СССР делился на несколько обособленных друг от друга культурных областей, которые отделились при первом же удобном случае. По мнению американцев, российский менталитет предполагает решающее значение этнических различий в «плавильном котле», который держится вместе только за счёт финансового фактора.
Возможно, хрустальный шар Панарина затуманивает ошибочное убеждение, что граждане США смотрят на себя так же, как жители старого Советского Союза смотрели на это государство.исследователь проекта «за пределами границ» и бывший президент Ассоциации американских географов Томас Бэрвалд
Я вполне понимаю логику Панарина – Россия смотрит в зеркало и проецирует это на Соединённые Штаты. Вот здесь говорят по-испански. Конечно, это не может держаться вместе. Конечно, это развалится, когда наша экономика просядет.Кэтлин Брэден из Сиэтлского Тихоокеанского университета
По мнению Бэрвалда, существует огромное различие между СССР и США: если в странах бывшего СССР люди идентифицировали себя с этнической общностью, то в США люди чаще всего называют себя американцами и ощущают себя единым народом вне зависимости от этнических различий. Причём данное самосознание сильно не только в центральных регионах, но и в местах с сепаратистскими тенденциями.
По замечанию Алексиса де Токвиля (1830-е годы), американцы всегда создают новые типы социальных связей.
Американцы всех возрастов, всех жизненных укладов и всех типов предрасположенности всегда формируют ассоциации. В демократических странах знание о том, как сочетать, является матерью всех других форм знания; от его прогресса зависит прогресс всех остальных.Алексис де Токвиль
По мнению профессора Техасского университета, фольклориста и регионалиста Арчи Грина, хотя США и состоит из отдельных цивилизаций, но даже в случае исчезновения прежнего правительства связи между составными частями снова возродятся, пусть даже и в виде новых социальных контрактов.